# 김진구 (1896년)
김진구(金振九, 1896년 12월 23일 ~ ?)는 일제강점기에 활동했던 한국의 야담가다.

## 생애
조선 말기에 충청북도 괴산군 청안군 문방리의 빈농 평민 집안에서 출생하여, 서당에 다니다가 청주공립보통학교를 거쳐 1914년 3월 청주농학교에 입학했다. 그러나 집안의 가난 때문에 1학년만 마치고 자퇴한 뒤 1910년대 후반에 일본 도쿄로 건너가 고학하였다. 1925년 한국에 돌아와 야담가로 활동하면서 일반 대중이나 학생을 대상으로 강연하거나 글을 발표하였다.
1930년대에는 전주 이씨 종약소에 있는 창명여학교 학감을 지냈다. 호는 학보(鶴步).

## 김옥균 숭배
1919년 3.1 운동 이후 한국에는 근대문명을 받아들인 신지식층이 많아졌고, 이들은 문명개화와 국가 독립을 당면과제로 설정하고 여러 계몽 운동을 펴나갔다. 김진구는 1920년, 1930년대의 신지식층으로 문화운동을 전개했다. 김옥균 숭배자임을 자처하고, 야담운동을 통해 민족운동에 기여한다고 생각했다. 1930년대 중반에는 열렬한 내선일체론자가 되어 있었다.
규슈와 오사카, 도쿄 등에서 노동일을 하면서 도쿄에서 학교에 다녔다. 현양사, 흑룡회 등 우익단체 인사들인 일본 국회의원이나 낭인들과 어울리면서, 전봉준, 손병희, 특히 김옥균에 관심을 갖기 시작했다. 특히 도야마 미쓰루와 만나 김옥균에 대한 찬사를 듣고, 일본 각지를 다니면서 김옥균에 대한 자료를 수집했다.
1925년 김철효와 함께 김옥균에 대한 출판 계획으로 귀국했는데, 민태원이 김옥균 전기를 출간 준비하는 것을 보고 그 일을 돕게되었다. 이후 김옥균 전집 간행회를 조직하고, 잡지에 김옥균 관련 글을 발표하였다. 갑신정변을 한국근대사의 ‘劃時期的一大革命’(획시기적일대혁명)으로 묘사하고, ‘민중본위’라 하면서 민의 열렬한 희망, ‘排淸獨立’(배청독립), ‘開化進取’(개화진취)를 갑신정변의 성격으로 규정하였다.
《학생》지에 김옥균의 최후를 장렬하게 극화한 희곡 ‘대무대의 붕괴’를 연재한 후 조선시대극연구회를 만들어 순회 공연하였다. 시대극을 민인 계몽의 수단으로, 위인을 대중역사 교육의 소재로 삼아 김옥균 등 갑신정변에 참여한 인물들을 영웅화해, 김옥균에 대한 부정적 인식 대신 혁명가로 부각시켰다.

## 야담운동
1927년 11월 13일 천도교 기념관에서 김옥균씨의 최후를 강연하였고, 이로써 한국 야담운동이 시작되었다. 열흘 후인 11월 23일 김종원, 민효식, 김익환, 신중현과 함께 《조선야담사》를 창립하고 최남선, 민태원, 양건식, 신상찬, 이윤재, 방정환을 고문으로 이사장에 취임했다. 1928년까지 1년간 조선강담사 주최 야담 공개대회를 다섯차례나 여는 등 윤백남과 함께 당대 최대의 야담가로 불렸다.
야담이란 중국의 설서와 일본의 강담 - 그 중에도 신강담(계리언 일파의 신운동)을 끌어다가 그 장을 취하고 단을 보하야 그 우에 조선적 정신을 집어너어서 절대로 조선화 시킨 그것을 창설해 노은것이 즉 야담 그것이다. 그리하야 야담운동 - 역사적 민중신교화 운동은 입으로 붓으로 - 단상으로 지상으로 - 이 두가지로써 운동의 방식을 취하기로 하얐다.— 김진구

그의 야담은 조선 전래의 야담과는 달리 역사적 민중교화운동이였다.
1. 대중을 계몽할 목적으로 역사적 사실에 바탕을 두고 재현되었다.
2. 국문을 쓰고 있었다.

그는 “역사를 국민의 정신의 양식이며 따라서 생활의 근거”라고 했다. 정사는 봉건 특권계급의 추악을 엄폐하고 그들의 역사를 미화한 데 반해 야사는 모든 억압과 기휘의 눈을 숨어서 정말 민중의 의사와 그네의 실적을 적어 놓았다고 했다. 따라서 야담은 민중의 역사를 전달하는 데 유효한 수단으로, 야담이 되는 역사는 왕조사나 궁정비사가 아니라 민중사인 셈이다.
야담운동이 조선의 정사를 뼈로 삼고 야사를 살로 하는 일종의 고유정신 발장운동으로 보았기 때문에, 홍명희의 역사 소설을 통한 대중 계몽과도 비슷하였다.

## 내선일체론
김진구는 문명개화론자로 다른 신지식층과 마찬가지로 사회진화론의 신봉자였다. 그는 조선의 역사와 문화를 비판하면서 특히 중국 사대주의자였던 송시열을 비난했다. 한학을 중국 유교 문명으로 조선인을 사대주의와 존주주의로 몰아간 원흉이라하고, 조선총독부가 향교재산을 몰수한 것을 대영단이라고 평가했다.
문화운동의 활로를 찾지 못한 김진구는 1937년 ‘나라의 암을 절개하여 일본인과 조선인의 갈등을 봉합하고 융화하겠다’는 뜻을 가진 ‘국암절개’(國癌切開)를 집필하면서 내선일체론의 이데올로그로 활동하였다. 조선의 독립을 염원하여 문화운동에 가담하였지만 전망이 불투명하게 보였기 때문에 중도전환하였다. 당시는 만주사변으로 일본의 대륙침략이 본격화한 시기로, 일본이 생명선을 확보하기 위해 대륙에 진출하듯 조선도 운명을 같이 해야 한다고 주장했다. 조선 인구가 증가하므로 만주와 몽골의 토지를 확보해야 되고, 조선의 문맹률이 85 퍼센트로 다른 나라와 대항하여 이길 수 없다고 판단했다.
김진구는 일본이 국제연맹을 탈퇴하고 군축회담에서 빠지면서 국제적으로 고립되자, 동양의 파국적 위기라며 일제에 적극 협력할 것을 강조하였다.
김진구는 조선의 문화를 발양하고 쌍방의 결함과 고질을 단연 절개하며 지식계급을 진두에 서게하여 대중의 생활향상을 꾀하고 양쪽 문화를 조화병행하면 조선의 통치는 영원하리라 주장하고, 根治具體案(근치구체안)을 제시했다.
1. 조선 지식계급 우대 요구
2. 색깔 있는 옷과 단발 즉시 단행
3. 감격생활(문화생활) 장려
4. 충량한 2세국민을 기를수 있는 의무교육 실시 요구
5. 징병제 실시
6. 조선위인 신화운동
7. 일본어 강담을 조선어로 번역하여 농한기에 조선인에게 주입, 일본화 요구
8. 청년학교와 가정학교 설립 요구
9. 풍습의례의 개폐 통일
10. 일본인 가정과 조선인 가정이 자주 밀접하게 교유하여 일선융화 촉진

중일 전쟁 이후 대동아공영권론을 설파하고, 김옥균의 일본이름 이와다 미와(岩田三和)를 본따서 이와다 와쥬(岩田三成)로 창씨개명하고, 김옥균의 삼화주의(三和主義)를 적극 선전하였다.
삼화주의는 조선, 일본, 청국이 하나되어 동양민족 화협을 꾀하고 복지를 증진하자는 것으로, 대동아전쟁의 대명사인 대동아 공영권론의 원형으로 치켜세웠다.

## 같이 보기
- 이광수
- 김옥균